# مارتین ادواردز
چارلز مارتین ادواردز (به انگلیسی: Charles Martin Edwards) (زاده ۲۴ ژوئیه ۱۹۴۵) از سال ۱۹۸۰ تا ۲۰۰۲ مدیر باشگاه منچستر یونایتد بود.وی هم‌اکنون مدیر افتخاری این باشگاه است.